# Magazyn z czerwonej cegły w Jokohamie
Magazyn z czerwonej cegły w Jokohamie (jap. 横浜赤レンガ倉庫 Yokohama Akarenga Sōko, ang. Yokohama Red Brick Warehouse) – obiekt kulturalno-handlowy znajdujący się w porcie Jokohama. Został zbudowany przez rząd Meiji jako magazyn celny w Jokohamie.

## Historia
Magazyn został zbudowany przez rząd Meiji jako magazyn celny dla Ministerstwa Finansów na nabrzeżu Shinko, wykorzystując najnowszą technologię tamtych czasów. Magazyn nr 2 został zbudowany w 1911 roku, a magazyn nr 1 w 1913 roku.
1 września 1923 roku po wielkim trzęsieniu ziemi w Kantō pierwszy magazyn częściowo się zawalił, wkrótce później został odbudowany, lecz zmniejszono go niemal o połowę. Po II wojnie światowej magazyn był okupowany przez wojsko amerykańskie przez ponad dekadę (1945-1956), zanim został zwrócony. 
Jednak począwszy od lat 70., wraz ze wzrostem ładunków skonteneryzowanych, zaczęto budować nowe porty, a port przestał być wykorzystywany jako magazyn, a w 1989 roku przestał pełnić rolę magazynu.
W 1992 roku miasto Jokohama nabyło budynek od państwa jako cenny budynek historyczny. 12 kwietnia 2002 roku magazyn został otwarty jako centrum kulturalne i handlowe, był pierwszym budynkiem w Japonii, który otrzymał nagrodę w dziedzinie dziedzictwa Azji i Pacyfiku za ochronę dziedzictwa kulturowego od UNESCO w 2010 roku.

## Galeria

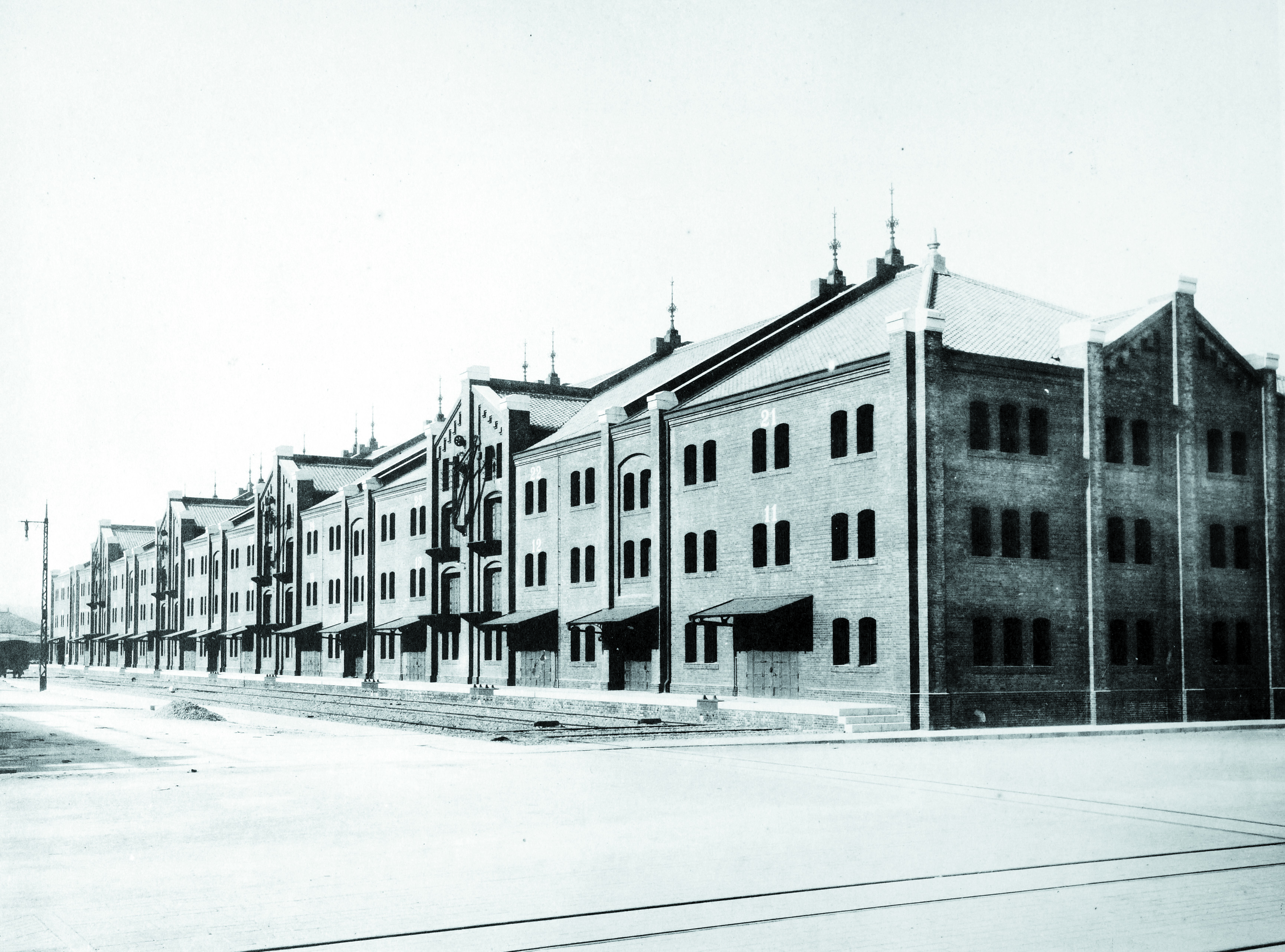
Magazyn nr 2 ok. 1917 r.
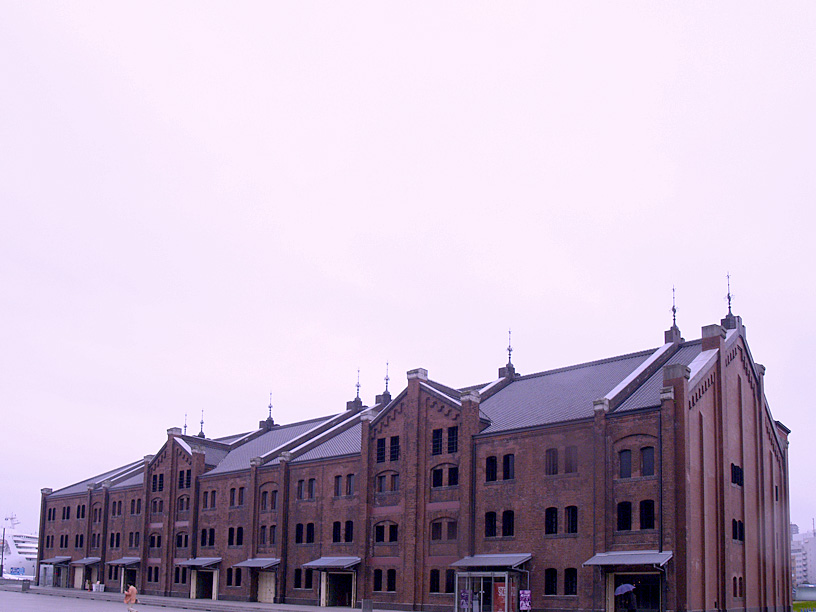
Magazyn nr 1 w 2007 r.
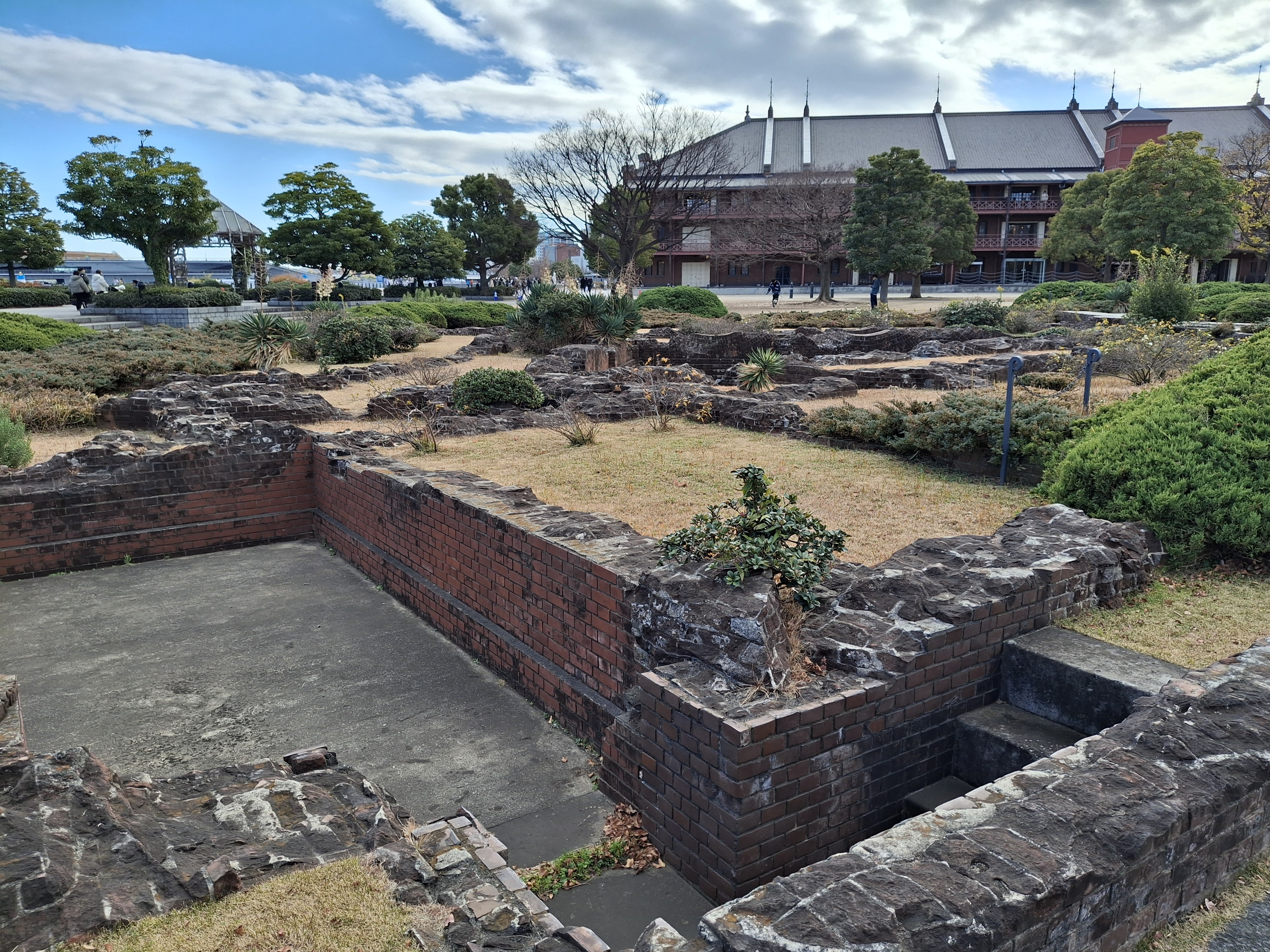
Ruiny po dawnym urzędzie celnym, który nie został odbudowany po wielkim trzęsieniu ziemi w Kantō
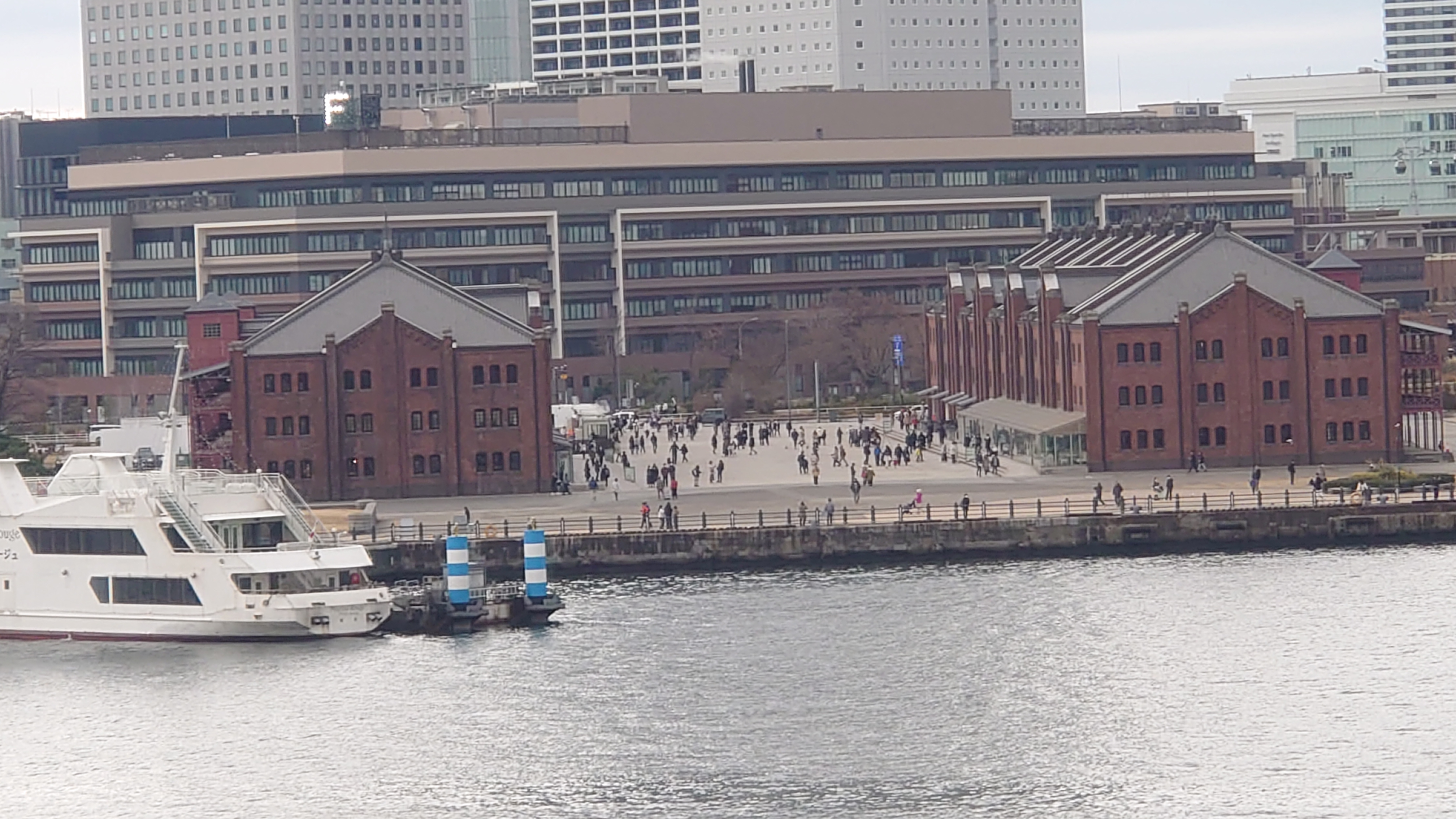
Zdjęcie zrobione z molo Ōsanbashi w 2025 r.